# Max Miedinger
Max Miedinger (Zúrich, 24 de diciembre de 1910 - 8 de marzo de 1980) fue un tipógrafo suizo, famoso principalmente por crear la familia tipográfica denominada Helvetica en 1957. La nueva fuente, encargada por Eduard Hoffmann, de la tipografía Hass, fue conocida inicialmente con el nombre de Neue Haas Grotesk, hasta que más tarde, en 1960, adoptó el nombre actual y se hicieron otras versiones de ella
Diseñador de fuentes entre 1926 y 1930, Miedinger aprendió la labor de tipografía en Zúrich, tras estudiar en la Kunstgewerbeschule ("Escuela de artes decorativas") con Walter Käch entre otros. Ocupó el puesto de tipógrafo en el taller de publicidad de la tienda Globus en Zúrich entre 1936 y 1946, y posteriormente diseñador de fuentes para la casa Haas de Münchenstein, luego en Basilea, de 1947 a 1956. En 1960, su tipo de letra adquirió fama internacional.